# Veselí nad Lužnicí
Veselí nad Lužnicí (ejtsd veszeli nád luzsnyici), németül: Wesseli an der Lainsitz, korábban  Frohenbruck an der Lainsitz, város Csehország déli részén, a Dél-csehországi kerületben (Jihočeský kraj), a Tábori járásban.
Eredetileg két önálló település volt, Veselí nad Lužnicí és Mezimostí nad Nežárkou (utóbbi 1908-ban, az Osztrák–Magyar Monarchia idején kapott városi rangot). 1943-ban a két várost Veselí nad Lužnicí néven egyesítették.

## Fekvése

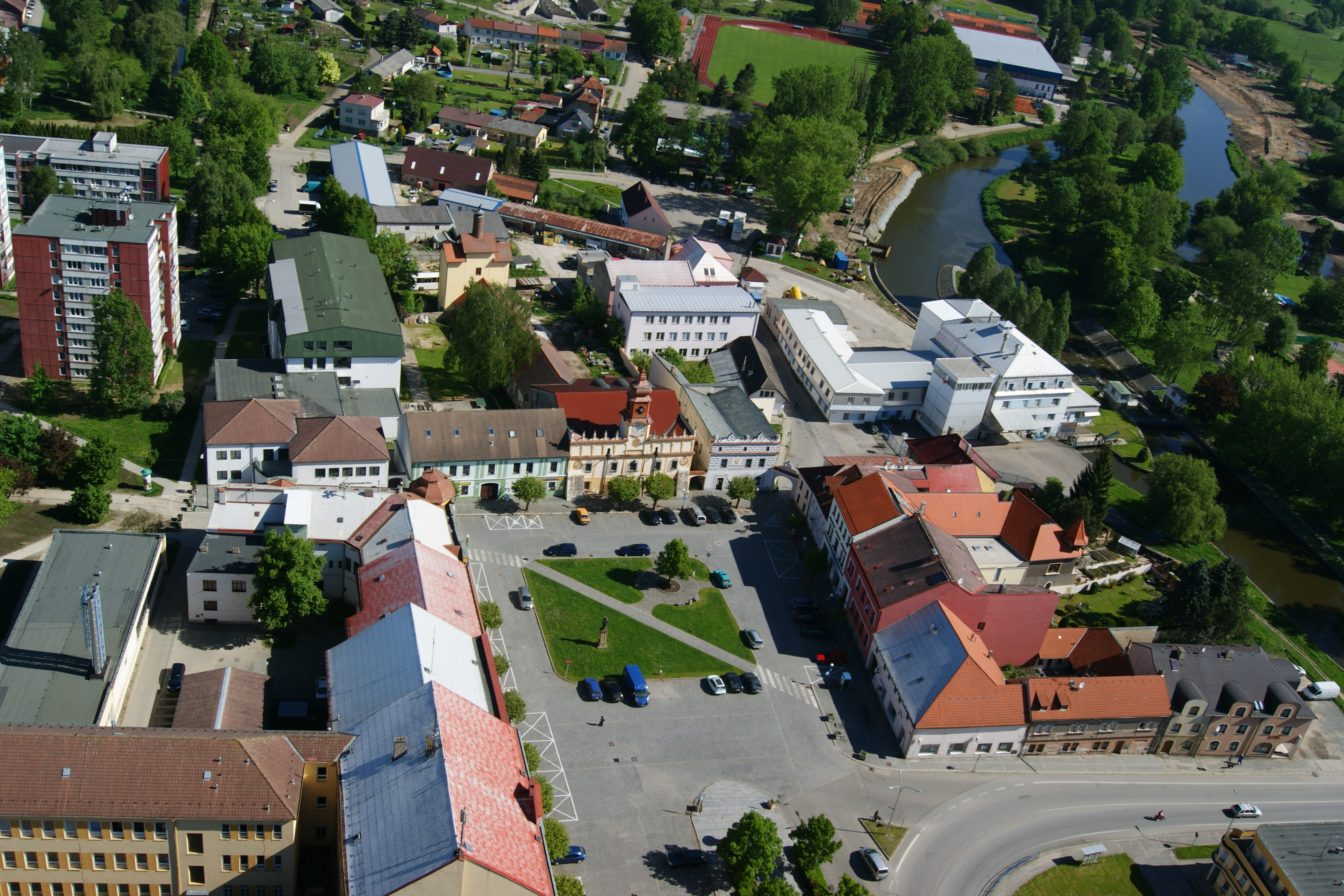
Légifelvétel a főtérről.

Veselí nad Lužnicí a D3-as autópálya ill. a 3-as sz. országos főúton (az E55-ös európai úton) fekszik, Tábor és Třeboň (németül: Wittingau) városok között, a Lužnice (Lainsitz) és a Nežárky (Naser) folyók összefolyásánál, a Třeboňsko természetvédelmi területen. A legközelebb eső nagyobb települések: Tábor innen 32 km-re északra, Třeboň 24 km-re délre, České Budějovice (Budweis) városa 31 km-re délnyugatra, Jindřichův Hradec (németül: Neuhaus) 31 km-re keletre fekszik. A legközelebbi határátkelőhely Alsó-Ausztria felé 53 km-re van délkeleti irányban (Neunagelberg község, Gmünd város).
Az „eredeti” Veselí nad Lužnicí város a mai település délnyugati városrészét képezi, amelyet Veselí nad Lužnicí I-nek is neveznek, területe 16,65 km². Az eredeti Mezimostí nad Nežárkou város a mai település kisebb, északnyugati városrészét képezi, amelyet Veselí nad Lužnicí II-nek neveznek, területe 15.5 km².

## Történelme

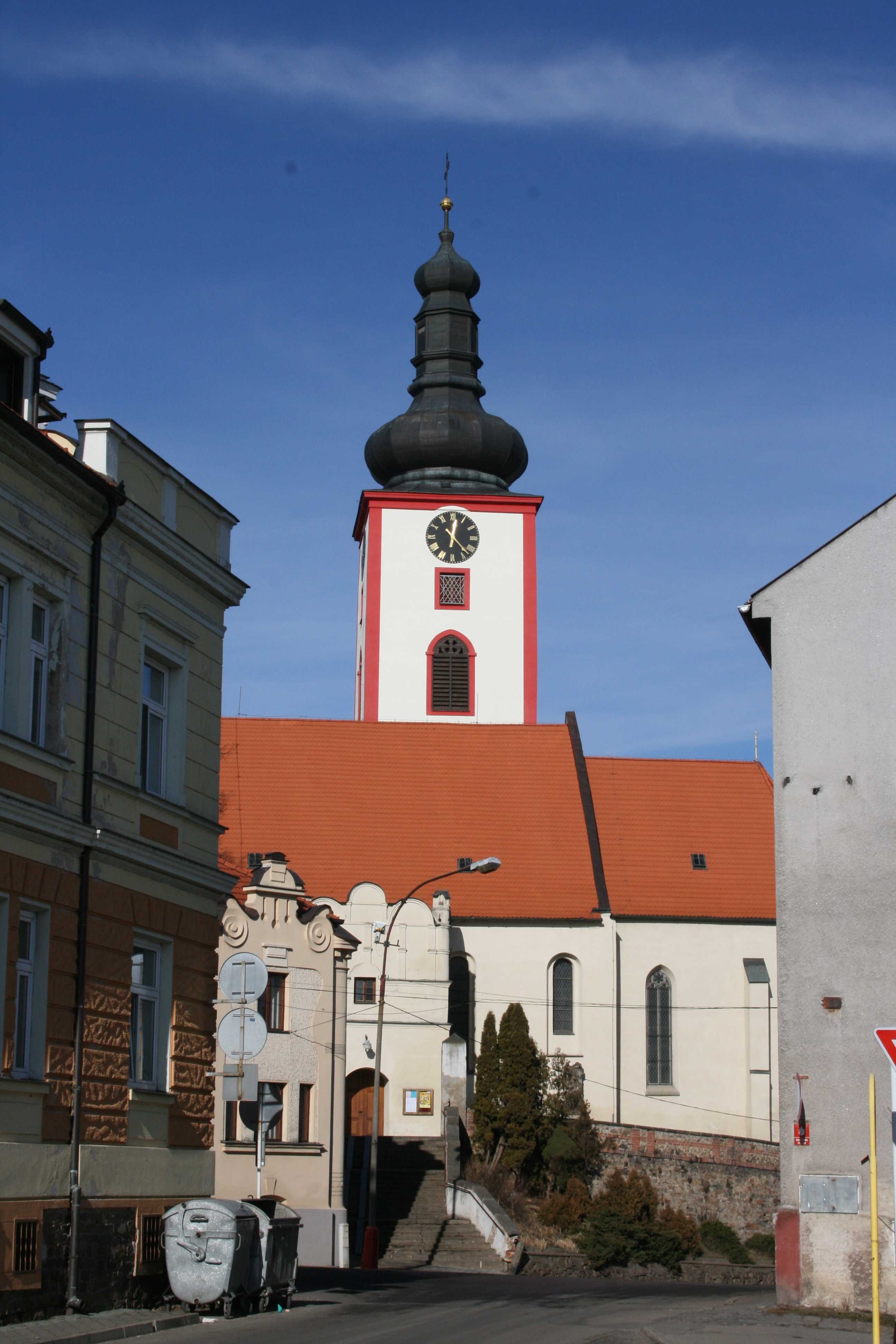
A Szent Kereszt felmagasztalása-templom

Wesseli (Veselí) falu nevét írott dokumentum először 1259-ben említi, a Witigon (Vítkovci) nemzetségből származó Wok von Rosenberg (Vok z Rožmberka) gróf († 1262) birtokaként. A gróf ebben az évben alapította a hohenfurth-i (Vyšší Brod-i) ciszterci kolostort. Halála előtt, 1261-ben Veselí falu templomát ennek a kolostornak adományozta. 1302-ben a falu II. Vencel cseh király tulajdonába került. 1362-ben Luxemburgi (IV.) Károly szabad királyi várossá (Kammerstadt) emelte. A huszita háborúk során többször is kifosztották és felgyújtották.

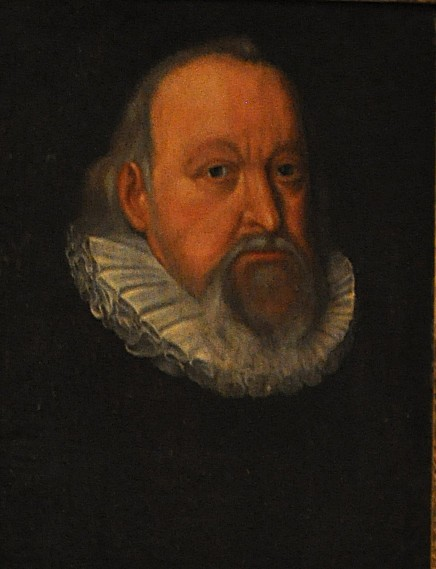
Peter Wok von Rosenberg

Peter Wok von Rosenberg (Petr Vok z Rožmberka) gróf (1539–1611) kormányzása alatt a város kiheverte a háborús pusztításokat. A környező mocsarak lecsapolása és utak építése révén a város gazdasági fellendülést élt meg. 1611-ben Peter Wok gyermektelenül halt meg a közeli Wittingau (Třeboň) városában, vele kihalt a Rosenberg nemzetség, Veselí és környéke a von Schwanberg (Švamberk) család birtokába jutott.
A cseh protestáns rendek 1618-as felkelése során Třeboň és Veselí birtoklása (a Habsburg koronatartományok határához való közelségük miatt) mindkét oldal számára stratégiai fontossággal bírt, emiatt ismét támadásokat és prédálásokat szenvedett el. A cseh rendek fehérhegyi veresége után a császár megkegyelmezett a városnak. Veselí vásártartási és sörfőzői jogot kapott. A megritkított lakosságú városon azonban ez sem segített, a harmincéves háború éhínségbe és nyomorba taszította.
1660. április 2-án Johann Adolf von Schwarzenberg gróf († 1670) kapta meg a teljes wittingaui uradalmat, amely egészen 1918 végéig a Schwarzenberg-család kezén maradt. 1732. augusztus 21-én VI. Károly császár látogatást tett a városban. 1764-ben és 1866-ban a várost tűzvész pusztította. 1852-ben városi hivatalok költöztek ide. Az Osztrák–Magyar Monarchia idején, 1881-ben iskolát építettek, 1908-ban a szomszédos Mezímostí nad Nežárkou község városi jogállást kapott. 1943-ban, a Cseh–Morva Protektorátus idején Veselí nad Lužnicí és  Mezímostí nad Nežárkou településeket egyetlen várossá egyesítették, melynek német/cseh neve Frohenbruck / Veselí nad Lužnicí lett. A második világháború után, a német lakosság elűzését követően a név német felét eltörölték, az egyesített város neve Veselí nad Lužnicí maradt. Mezímostí városrész lakosságának a két város szétválasztására tett erőfeszítései rendre sikertelenül zárulnak.

## Műemlékek, látnivalók
- Szent Kereszt felmagasztalása-templom (kostel Povýšení svatého Kříže)
- Új Városháza (Radnice), a Masaryk téren
- Régi városháza reneszánsz épülete, Szent Vencel és Nepomuki Szent János barokk szobrai (Masaryk tér)
- Városi Múzeum (ún. „Fehér ház”) a Masaryk téren.
- Třeboňsko Természetvédelmi terület (CHKO Třeboňsko)

## Gazdaság, turizmus

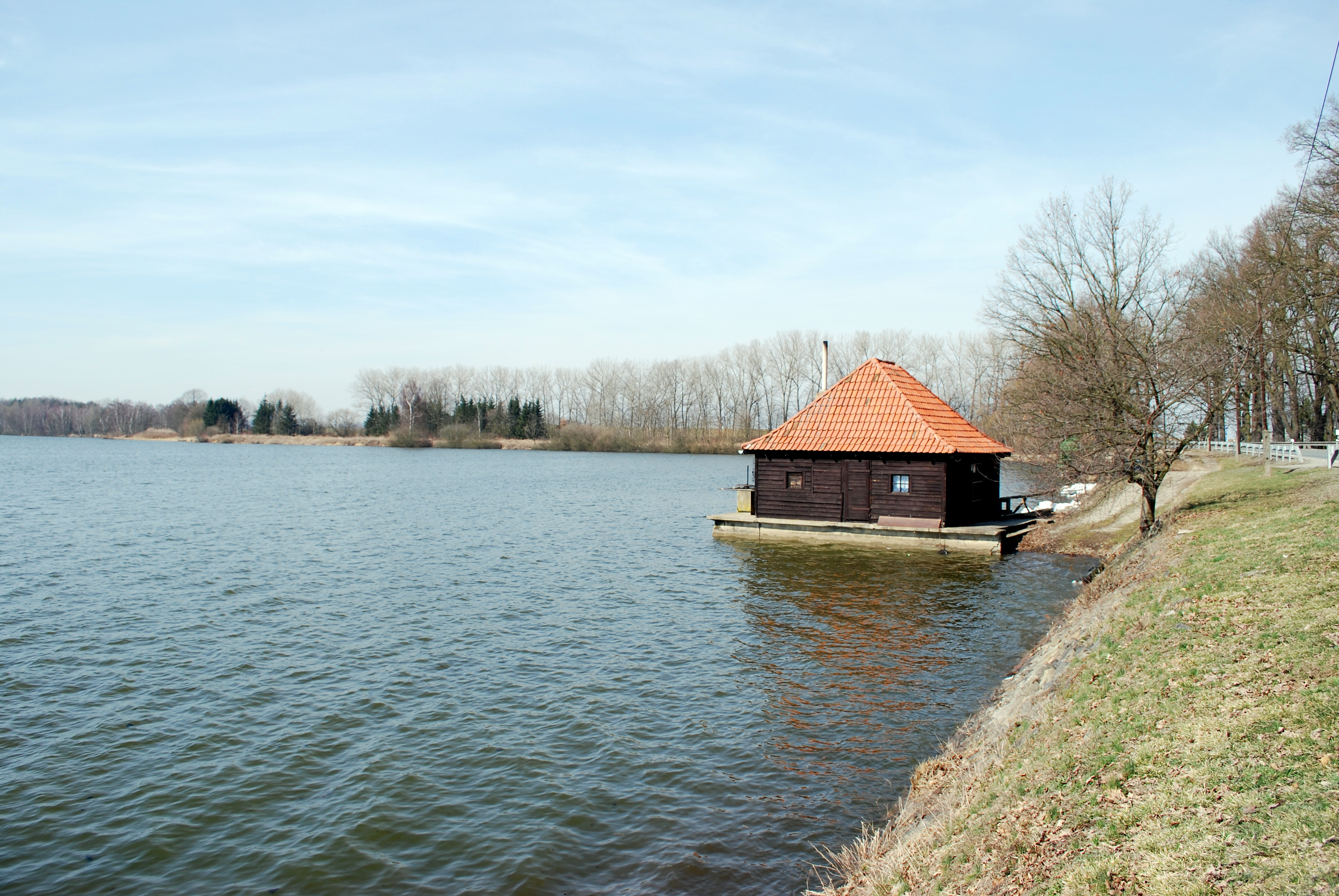
A Horusický-tó keleti partja

Veselí nad Lužnicí gazdaságának alapja a mezőgazdaság és halgazdálkodás. A várost átszelő két folyó partvidéke és a környező erdőségek a nyári sátorozók, túrázók, kerékpárosok és kenusok népszerű központjai. Az 1970-es években a várostól délre nagy mennyiségű homokot és kavicsot termeltek ki, a bányatavakat halastavakká alakították. A tavak körül túraösvényeket, táborhelyeket alakítottak ki. A legnagyobb itteni tó, a Horusický rybník a Cseh Köztársaság második legnagyobb mesterséges tava, kiterjedése 415 hektár. A várostól délkeletre fekszik, a 3. sz. főút és a 24. sz. országút találkozásánál.
A Veselí nad Lužnicí környékén elterülő pihenő övezet a Třeboňsko természetvédelmi terület része, ez utóbbit az UNESCO a természeti világörökséghez sorolta.
Veselí nad Lužnicí-ben működik a Pavus Rt. anyagvizsgáló és minősítő intézet építőanyagokat és tűzvédelmi gyártmányokat bevizsgáló laboratóriuma, mely nemzetközi jogosítványokkal is rendelkezik (ún. „bejegyzett független tanúsító testület”).

## A város szülöttei
- Emil Hlobil (1901–1987) zeneszerző, zenepedagógus

## Népesség
A település népessége az elmúlt években az alábbi módon változott:
| Lakosok száma | 2776 | 3623 | 4291 | 4985 | 6450 | 6386 | 6498 | 6361 | 6317 | 6515 |
|               | 1869 | 1900 | 1921 | 1961 | 1991 | 2011 | 2017 | 2020 | 2022 | 2025 |